# 鎌紅楔盲蝽
鎌紅楔盲蝽（学名：Rubrocuneocoris falcis）为盲蝽科紅楔盲蝽屬下的一个种。